# أمين الحافظ (سياسي)
أمين الحافظ (28 يناير 1926 - 13 يوليو 2009)، سياسي لبناني شغل منصب رئيس وزراء لبنان بين 25 أبريل و 8 يوليو 1973 بعد استقالة الرئيس صائب سلام احتجاجاً على عدم إقالة قائد الجيش اللبناني إسكندر غانم بعد عملية فردان التي اغتال فيها الإسرائليون ثلاثة قادة فلسطينيين في قلب بيروت.

## حياته
درس في كلية الحقوق في الجامعة اللبنانية، ثم في جامعة القاهرة والجامعة الأمريكية في بيروت، وتابع دراسته العليا في جامعة لوزان، كما درس القانون الدولي العام في أكاديمية القانون الدولي التابعة لمحكمة العدل الدولية في لاهاي، وكان أستاذ محاضر في جامعات سويسرية، وكما إنه كان أديب وكاتب وله مؤلفات عدة تتناول السياسة والاقتصاد.

## حياته السياسية
بداية دخولة للسياسة كانت عندما دخل للمرة الأولى إلى مجلس النواب بعام 1960، وفاز أيضاً بدورات أعوام 1964 و 1968 و 1972 و 1992.
وفي عام 1973 وبعد عملية فردان التي قام بها كوماندوس إسرائيلي واغتال خلالها كمال ناصر وكمال عدوان وأبو يوسف النجار واستقالة رئيس الحكومة صائب سلام احتجاجاً على عدم إقالة قائد الجيش إسكندر غانم، قام رئيس الجمهورية سليمان فرنجية بتعيينه رئيساً للحكومة في محاولة منه لاختراق النادي التقليدي لرؤساء الحكومة. إلا إن تعيينه واجه معارضة شديدة من قبل ما يعرف باسم القوى الوطنية والإسلامية، وكان الشارع الإسلامي وقتها في حالة هياج والذي رفض تعيينه رئيساً للحكومة، وإضطر عندها للاستقالة حتى قبل أن تضع حكومته بيانها الوزاري.

### الوزارات التي تولاها
- وزيراً للإعلام ووزيراً للصحة العامة بالفترة من 25 أبريل 1973 إلى 8 يوليو 1973 في حكومته في عهد الرئيس سليمان فرنجية.

## أسرته
هو ابن العلامة الشيخ إسماعيل الحافظ ، وزوجته الأديبة الراحلة ليلى عسيران ولهما ابن وحيد وهو رمزي الحافظ، ناشر مجلة «ليبانون أوبرتينيوتي» ورئيس تحريرها.

## روابط خارجية
- مقالات تستعمل روابط فنية بلا صلة مع ويكي بيانات